# Маркос Піззеллі
Ма́ркос Пі́нейро Піззе́ллі (порт. Marcos Pinheiro Pizzelli, вірм. Մարկոս Պինեյրո Պիզելլի, 3 жовтня 1984, Пірасікаба) — вірменський футболіст бразильського походження, півзахисник та нападник еміратського клубу «Аль-Фуджейра» та національної збірної Вірменії.

## Клубна кар'єра
Футбольну кар'єру у Європі розпочав 2006 року, приєднавшись до складу єреванського «Арарата». Швидко став ключовою фігурою в нападі єреванської команди, в чемпіонаті країни 2007 року відзначився 22-ма забитими голами, наступного року — 17-ма. В обох цих сезонах ставав найкращим бомбардиром національної першості.
2008 року власник єреванського «Арарата» суттєво скоротив фінансування клубу і зосередився на іншому своєму клубі, також «Арараті», але паризькому, що виступав в аматорських змаганнях у Франції і до якого на початку 2009 року перейшли декілька гравців єреванської команди, включаючи Піззеллі. Першу половину 2009 року дворазовий найкращий бомбардир вірменського чемпіонату грав за французьку команду аматорів.
Влітку 2009 року гравець отримав статус вільного агента і повернувся до Вірменії, де уклав контракт з багаторічним лідером клубного футболу країни, «Пюніком». У новій команді підтвердив своє реноме забивного форварда, утретє ставши найкращим бомбардиром чемпіонату Вірменії в 2010 році.
Влітку 2011 року уклав контракт з представником української Прем'єр-ліги донецьким «Металургом». Дебютував у складі донецької команди 10 липня 2011 року у першій же її грі сезону 2011-12. Став автором єдиного голу цієї зустрічі, який приніс «Металургу» перемогу над одеським «Чорономорцем».
У січні 2012 року перейшов до російської «Кубані». За рік, у 2013, став гравцем іншого тамтешнього клубу, «Краснодара». В останній команді стати основним гравцем Маркосу не вдалося і на початку 2014 року його було віддано в оренду до казахстанського «Актобе». Наприкінці того ж року казахстанський клуб уклав з гравцем повноцінний контракт.
У січні 2016 року став гравцем саудівського клубу «Аль-Раїд». У червні того ж року перейшов до складу еміратського клубу «Аль-Фуджейра».

## Виступи за збірну
Невдовзі після переїзду до Вірменії прийняв громадянство цієї країни і 22 травня 2008 року дебютував у складі національної збірної Вірменії у грі проти збірної Молдови. У своєму дебютному матчі за збірну, який закінчився нічиєю 2:2, відзначився забитим голом.
Після переходу з єреванського «Арарата» припинив залучатися до лав збірної, однак 2009 року, повернувшись до Вірменії, знову почав потрапляти у поле зору тренерського штабу національної команди та викликатися до її складу.
| #  | Дата           | Місце                     | Противник          | Рахунок | Результат | Змагання         |
| -- | -------------- | ------------------------- | ------------------ | ------- | --------- | ---------------- |
| 1. | 22 травня 2008 | Тирасполь, Молдова        | Молдова            | 2-2     | нічия     | товариська       |
| 2. | 12 грудня 2010 | Єреван, Вірменія          | Андорра            | 4-0     | перемога  | Відбір до ЧЄ2012 |
| 3. | 4 червня 2011  | Санкт-Петербург, Росія    | Росія              | 3-1     | поразка   | Відбір до ЧЄ2012 |
| 4. | 2 вересня 2011 | Андорра-ла-Велья, Андорра | Андорра            | 0-3     | перемога  | Відбір до ЧЄ2012 |
| 5. | 7 жовтня 2011  | Єреван, Вірменія          | Північна Македонія | 4-1     | перемога  | Відбір до ЧЄ2012 |
| 6. | 29 лютого 2012 | Лімасол, Кіпр             | Канада             | 1-3     | перемога  | товариська       |
| 7. | 29 лютого 2012 | Лімасол, Кіпр             | Канада             | 1-3     | перемога  | товариська       |

## Досягнення
- Чемпіон Вірменії (2): 2009, 2010
- Володар Кубка Вірменії (2): 2008, 2010
- Володар Суперкубка Вірменії: 2010
- Володар Суперкубка Казахстану: 2014
- Найкращий бомбардир чемпіонату Вірменії (3): 2007, 2008, 2010
- Найкращий бомбардир чемпіонату Казахстану (1): 2018